# ジャネール・ウォン
『ジャネール・ウォン』（英語: Janelle Wong）は、香港出身の歌手スーザン・ウォンによる1枚目の広東語のスタジオ・アルバム。
このアルバムは1997年9月3日にポニーキャニオンから公式にリリースされた。

## 収録曲
| #  | タイトル                           | 作詞 | 作曲 |
| -- | ---------------------------------- | ---- | ---- |
| 1. | 「ラヴ・レボリューション」         |      |      |
| 2. | 「優しく吹かれて」                 |      |      |
| 3. | 「どうしても」                     |      |      |
| 4. | 「もう一度」                       |      |      |
| 5. | 「トライアングル」                 |      |      |
| 6. | 「クロース・トゥ・ユー」           |      |      |
| 7. | 「シー・メイクス・ミー・ジェラス」 |      |      |
| 8. | 「こころのままに」                 |      |      |
| 9. | 「私が必要なら」                   |      |      |